# Ếch Chiêu Giác
Ếch Chiêu Giác (danh pháp hai phần: Rana chaochiaoensis) là một loài ếch trong họ Ranidae. Chúng được tìm thấy ở các tỉnh ở tây nam Trung Quốc như Vân Nam, Tứ Xuyên, Quý Châu, ở cao độ 1.100-3.000 m, và có thể có ở Myanmar cũng như Việt Nam, nhưng chưa có ghi nhận nào.
Các môi trường sống tự nhiên của chúng là rừng ôn đới, rừng mây ẩm nhiệt đới và cận nhiệt đới, vùng cây bụi nhiệt đới hoặc cận nhiệt đới vùng đất cao, đồng cỏ ở cao nhiệt đới hoặc cận nhiệt đới, sông, đầm nước, hồ nước ngọt, đầm nước ngọt, đầm nước ngọt có nước theo mùa, ao, đất có tưới tiêu, và kênh đào và mương rãnh.
Loài này không được xem là bị đe dọa theo IUCN.